# Henk Wegerif
Ahazuërus Hendrikus (Henk) Wegerif (Apeldoorn, 13 april 1888 - Wassenaar, 19 juni 1963), ook bekend als A.H. Wegerif, was een Nederlandse architect en decorontwerper. 

## Leven en werk

### Architect

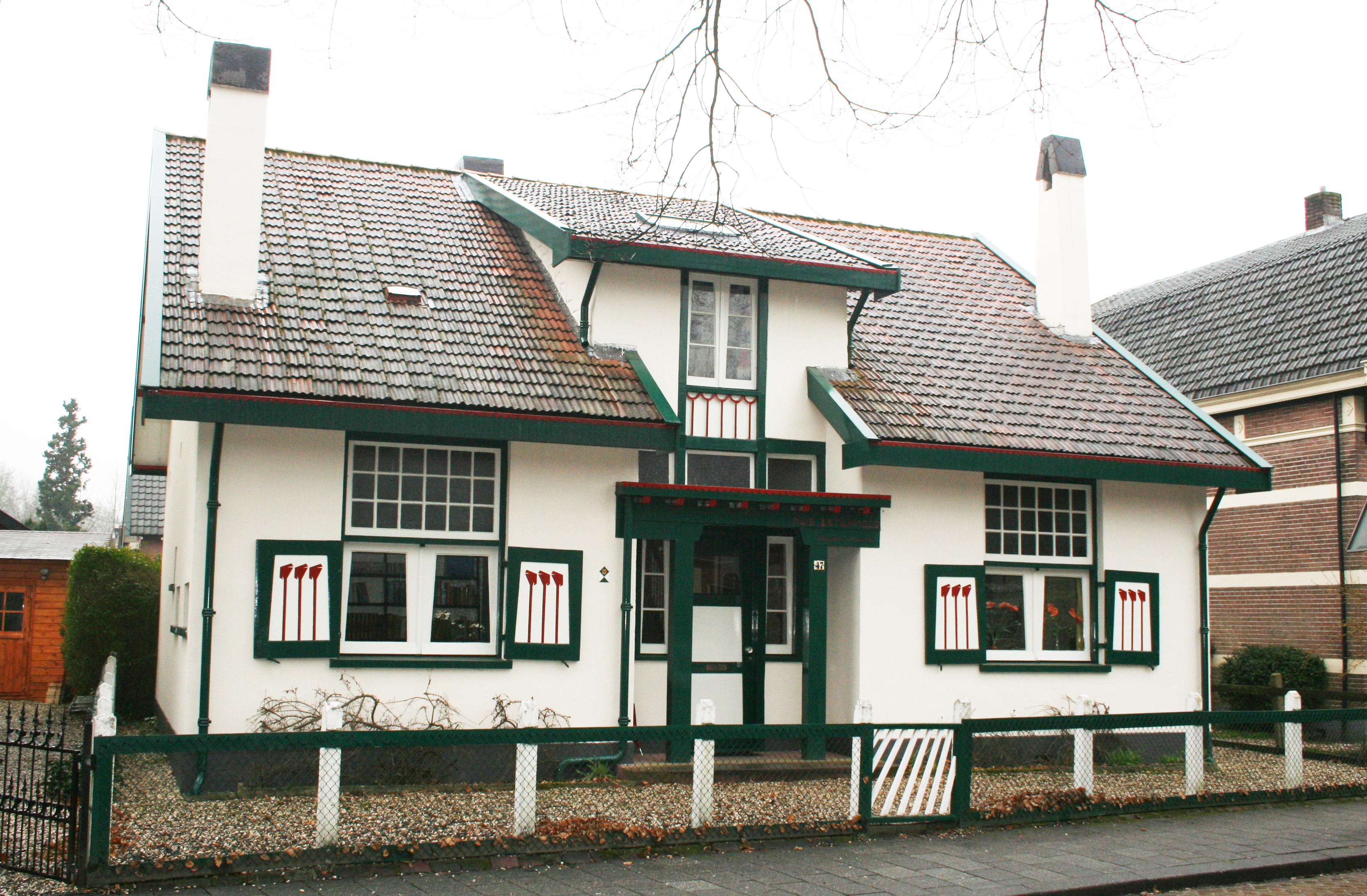
'De Klaproos' te Apeldoorn uit 1906

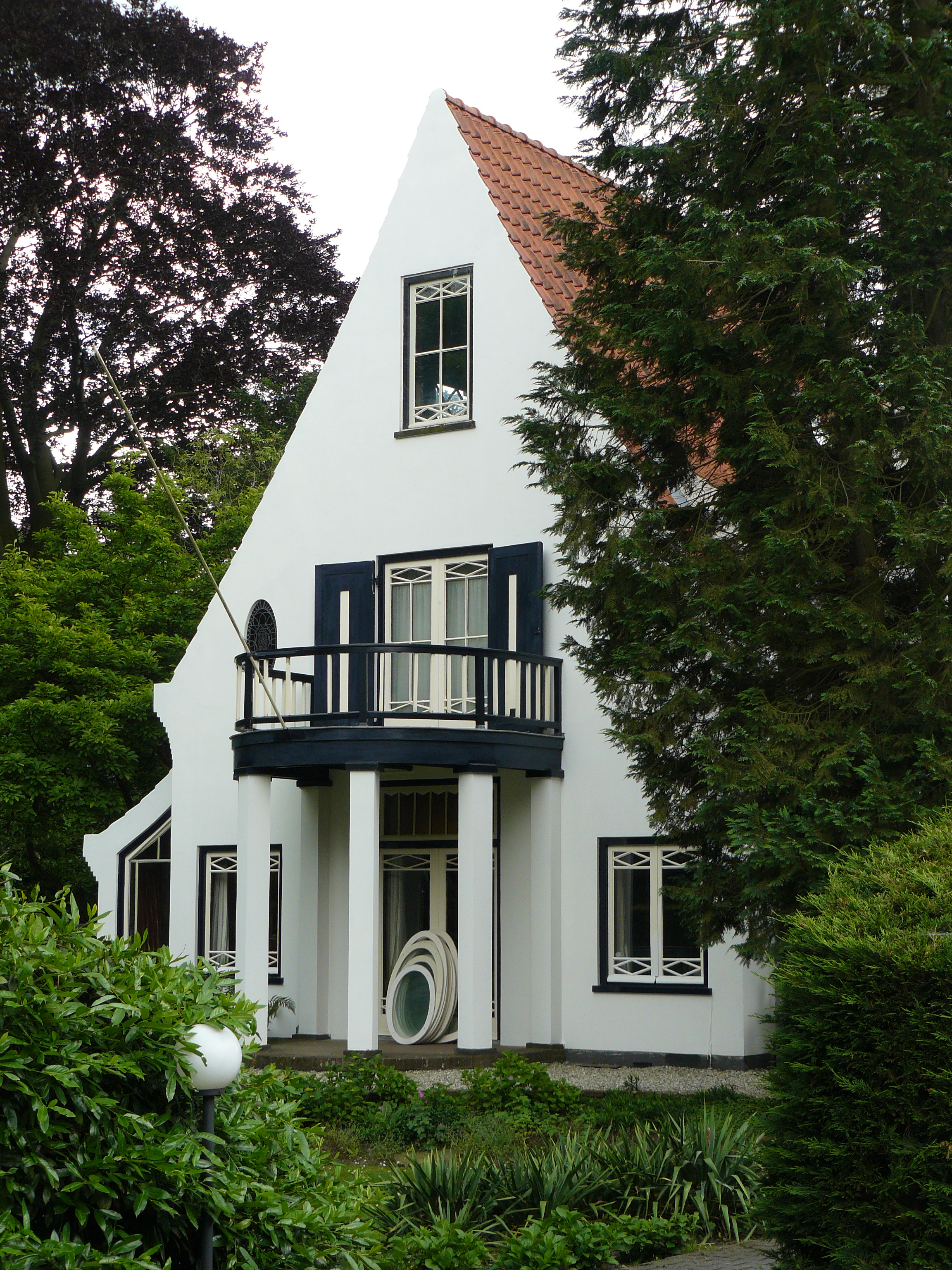
Catharinahoeve (1913-1915) in Warnsveld (2012)

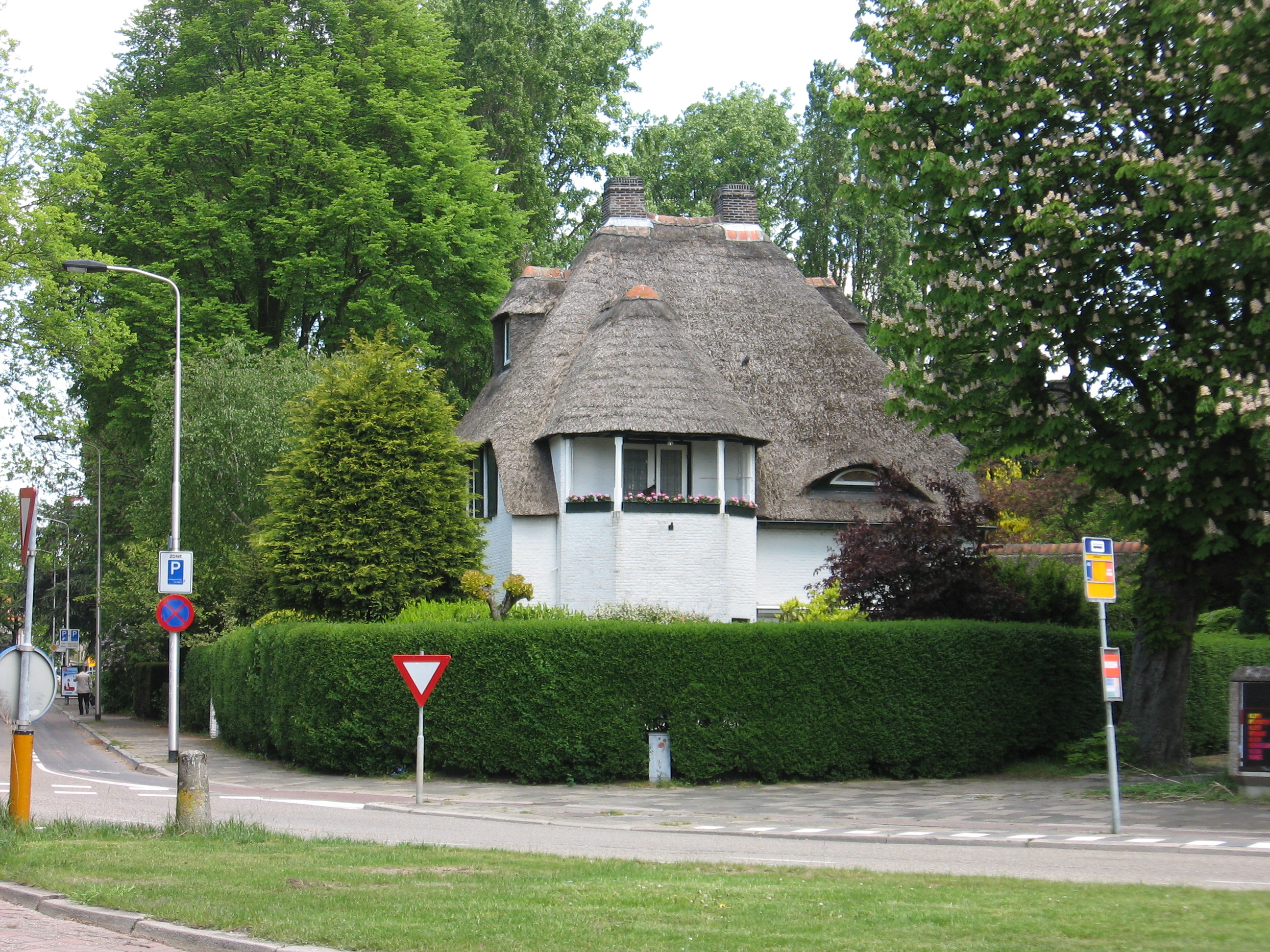
Onder 't Stroodak (1920) in Delft (2010)

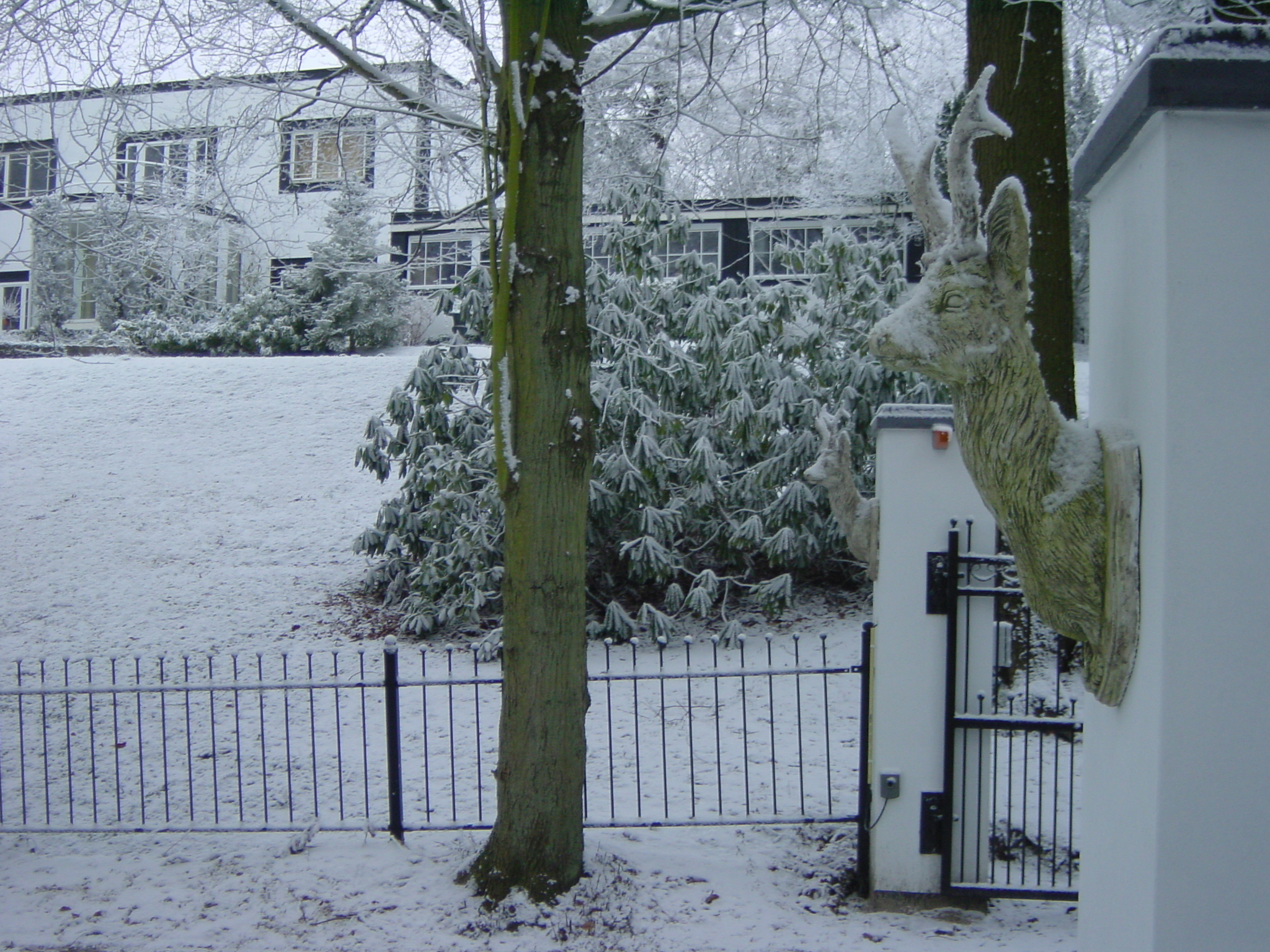
De Witte Hoogt Wassenaar uit 1925

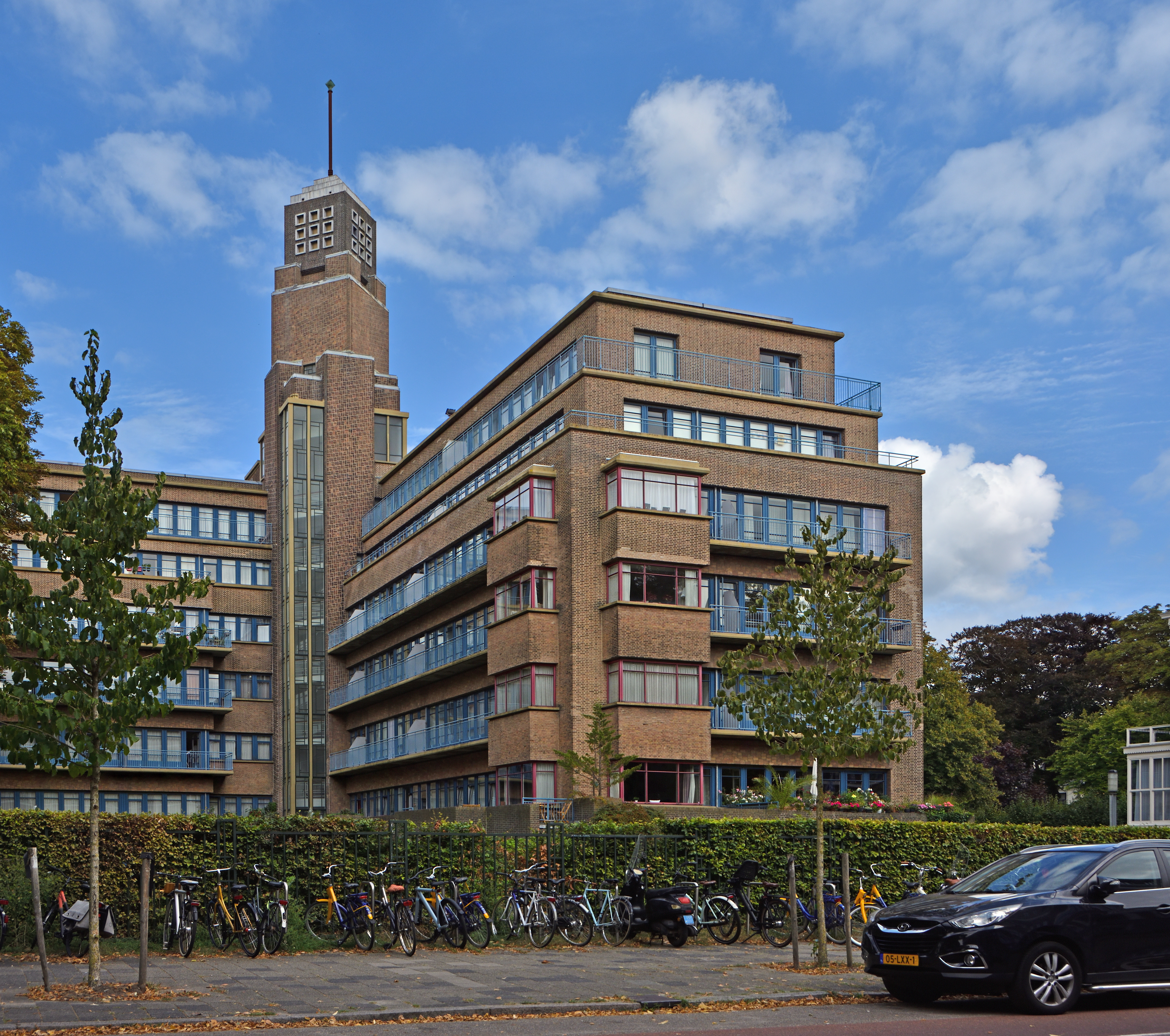
Willemspark (1928-1930) in Den Haag (2022)

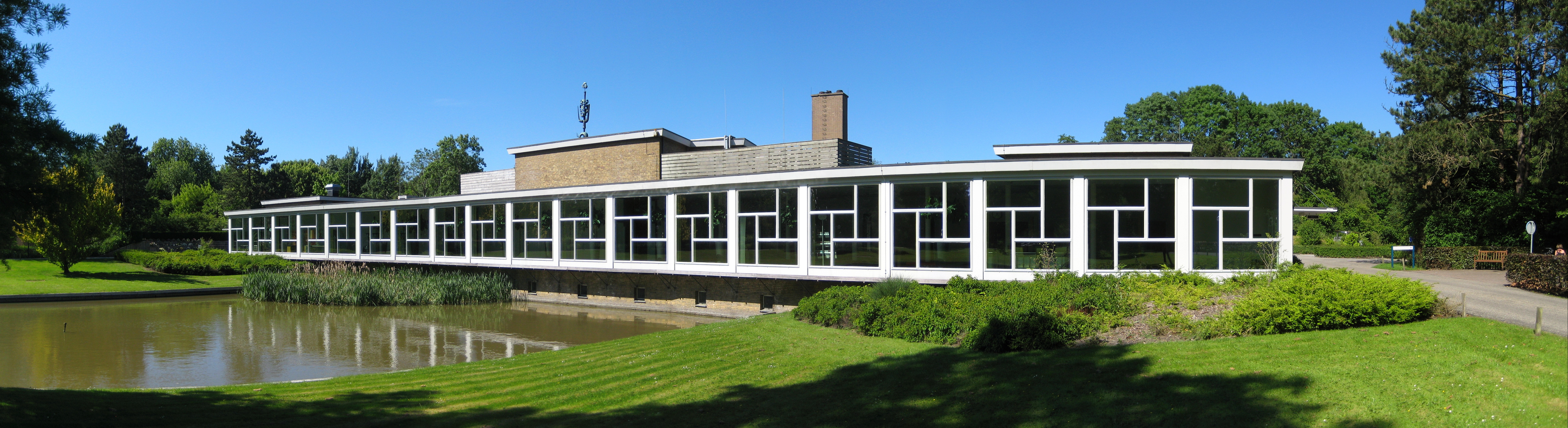
Het crematorium (1959-1960) van de stad Groningen (2011)

Henk Wegerif was een kind van een Apeldoornse aannemer, Gerrit Wegerif (1864-1926). Door zijn oom, de architect Chris Wegerif, werd hij aangemoedigd om architect te worden. Aanvankelijk werkte hij als leerling-timmerman bij zijn vader, die een kostbare opleiding niet nodig vond. En op achttienjarige leeftijd ontwierp hij zijn eerste huis, 'De Klaproos' aan de Apeldoornse Burglaan, op verzoek van zijn vriend, de onderwijzer Anne Schilstra. In 1908 maakte hij een studiereis naar de Verenigde Staten, verder leerde hij vooral in de praktijk. Wegerif is vooral bekend om zijn vele villa's, die overal in het land verrezen, maar vooral in Apeldoorn, tot 1925, en daarna in Wassenaar.
In 1912 kocht Wegerif het huis aan de Regentesselaan 9 in Apeldoorn, een villa door H.C. van der Houven van Oordt in 1877 gebouwd, en in 1879 doorverkocht aan assistent-resident F.W.H. van Straten. Hij liet het afbreken en op het grondstuk twee nieuwe villa's bouwen. In nummer 11, op de hoek met het Oranjepark, woonde hij van 1912 tot 1925. Het huis werd naar het oude landgoed van Van der Houven van Oordt "De Pasch" genoemd en is nu een rijksmonument.
In 1925 verhuisde hij naar Wassenaar. Daar liet hij in Park Rijksdorp een villa bouwen die hij ook "De Pasch" noemde.
Verder ontwierp hij onder andere:
- 1906: "De Klaproos", Burglaan 47, Apeldoorn, nu gemeentelijk monument, in opdracht van zijn vriend Anne Schilstra
- 1911: Engelanderweg 32, Beekbergen, “De Hertsweide”, nu gemeentelijk monument, in opdracht van mej. H.G. Pekelharing
- 1913: Generaal van Heutszlaan 8, Apeldoorn, in opdracht van mevrouw De Vries-van Til
- 1913: Generaal van Heutszlaan 10, Apeldoorn, nu gemeentelijk monument
- 1913 - 1915: Villa Catharinahoeve, Rijksstraatweg 156, Warnsveld (Zutphen), nu rijksmonument
- 1917: Landhuis Hertenlaan 7, 2243 EK  Wassenaar, in opdracht van mevrouw J. Fasting-Spaans
- 1919: Zijvleugels aan het landhuis Klarenbeek, Doornspijk
- 1920: Landhuis "Onder 't Stroodak", Julianalaan 156, Delft, nu rijksmonument
- 1920: Villa Hilghehorn, Verlengde Hereweg 158, Groningen[1]
- 1922: Villa, Slotleane 4, Marsum, in opdracht van de heer Buma, toen woonachtig aan de Verlengde Schrans te Leeuwarden.
- 1922: Villa "Huis Dewel" Rijksstraatweg 777, 2245 CE Wassenaar, in opdracht van de heer G. Dewel
- 1923: Villa Laan van Rhemen van Rhemenshuizen , 2242 PS Wassenaar
- 1924: Bleeke Hoeve, 3888LD Uddel
- 1925: Villa "De Pasch", van Bergenlaan 7, 2242 PV Wassenaar (eigen huis)
- 1925: Landhuis en Kantoor ‘De Witte Hoogt’, Meijboomlaan 4-6, Wassenaar, nu gemeentelijk monument
- 1925: Landhuis van Bergenlaan 12, 2242 PV Wassenaar (gesloopt)
- 1925: Landhuis Backershagenlaan 52, 2243 AE Wassenaar
- 1926: Landhuis Sophialaan 2, 2243 CP  Wassenaar
- 1926: Landhuis Oud Wassenaarseweg 12, 2243 BV Wassenaar
- 1927: Villa Vijverweg 5, 2243 HR Wassenaar
- 1927: Villa "Lutkie" Waldeck Pyrmontlaan 11, 2243 HL Wassenaar
- 1927: Villa "Huize Van Renswoud" van Bronckhorstlaan 35, 2242 PZ  Wassenaar
- 1927: Landhuis van Bronckhorstlaan 34, 2242 PZ  Wassenaar
- 1928: Villa Prinses Marielaan 14, 2242 CK  Wassenaar
- 1928 - 1930: Flatgebouw 'Willemspark', Zeestraat, Den Haag
- 1929 - 1930: Huis Molenhof, Geldermalsen
- 1931: Villa 'De Regenboog', Boerhaaveweg, Noordwijk, i.o.v. dr. H.P. Heineken
- 1932: Villa 'Solheim', Ruys de Beerenbroekstaat 47, Delft
- 1940: Villa "Huis Harjagaard", Vinkelaan 21, 2245 AJ Wassenaar (eigen huis)
- 1950: Landhuis Lijsterlaan 7, 2243 AV Wassenaar
- 1951: Villa Vinkelaan 23, 2245 AJ Wassenaar
- 1952: Landhuis van Bronckhorstlaan 32, 2242 PZ  Wassenaar
- 1953: Landhuis Schouwweg 65 A, 2242 BH Wassenaar
- 1953: Flora-bioscoop (waarvoor hij later ook decors ontwierp), Amstelstraat, Amsterdam, in samenwerking met A.J. van Eck
- 1956: Landhuis Konijnenlaan 45 a, 2243 EP  Wassenaar (gesloopt)
- 1957: Landhuis van Bergenlaan 19, 2242 PV Wassenaar (gesloopt in 2002)
- 1959 - 1960: Crematorium van Groningen

### Decorontwerper
Wegerif heeft veel decors gemaakt voor film en toneel. Hij was sinds de oprichting in 1935, ook verbonden aan "Filmstad Oosterbeek" in Wassenaar, en maakte decors voor onder andere:
- 1934: Willem van Oranje, de eerste Nederlandse speelfilm met geluid, première op 4 januari 1934
- 1935: De big van het regiment, De Familie van mijn vrouw, Op stap, Uilenspiegel leeft nog
- 1936: Merijntje Gijzen's jeugd, Op een avond in mei, Kermisgasten
- 1937: Pygmalion
- 1939: Boefje
- 1940: Ergens in Nederland
- 1953: Sterren stralen overal

In Willem van Oranje en Boefje speelde hij zelf een bijrol.
In 1931 richtte Wegerif met Jan Wils en H.A.J. Baanders de Vereeniging Tempelbouw van vrijmetselaars architecten op.
Van 14 december 1938 tot 8 mei 1942 was hij voorzitter van de Haagse Kunstkring.
In 1945 werd de 'Raad van Vijf' in het leven geroepen. Deze raad bestond uit Wegerif, C.A. Abspoel (1899-1970), Jules Maria Luthmann (1890-1973), Dirk Roosenburg en Romke de Vries.
Henk Wegerif overleed in 1963 en werd in Velsen gecremeerd.

### Boeken
- Het bezield modernisme van A.H. Wegerif. Huub Thomas, 576 pag., nai010 uitgevers, 2018
- Tempelbouw: uitgegeven door de Vereeniging Tempelbouw bij het einde van haar eerste lustrum, Rotterdam, 1936
- Henk Wegerif - architect van de praktijk. P. Klein, W. Kliphuis, Uitgever Frank van der Wal, 1997
- Bouwmeesters der Middeleeuwen en hun werken. Deel 1: Cultuurhistorische beschouwing, van 476 tot 1000. - Deel 2: Frankrijk, 1000-1200: Het tijdvak van de Romaanse bouwkunst. - Deel 3: Frankrijk, 1200-1500: Het tijdvak van de Gotische bouwkunst. - Deel 4: Engeland, 1066-1550: kathedralen, abdijen, kastelen. 's-Gravenhage, Stichting Fonds voor Kunst en Kunstenaars (vanaf deel 2 Uitgeverij Boucher, met steun van Stichting Fonds voor Kunst en Kunstenaars), 1955-1962.
- Jong Monumentaal Wassenaar - Architectuur en Stedenbouw 1800 - 1940 , (2002) Gemeente Wassenaar Carla Scheffer en Robert van Lit.
- Moderne bouwkunst in Wassenaar 1900 - 1965 , (2007) door Robert van Lit, Comité Open Monumentendag, Gemeente Wassenaar en Historische Vereniging "Oud Wassenaer"